# Vicepresidente de Bulgaria
El vicepresidente de la República de Bulgaria es un cargo establecido por la Constitución de Bulgaria.
Según la constitución el vicepresidente será el ayudante principal del presidente en sus deberes oficiales.

## Electos por el parlamento, 1990-1992
Los siguientes vicepresidentes siguientes fueron elegidos por el parlamento.
| Vicepresidente | Vicepresidente | Vicepresidente                                   | Legislatura         | Legislatura         | Legislatura     | Partido político           | Presidente(Presidente) |
| N.º            | Retrato        | Nombre (Nacimiento–Muerte)                       | Toma del poder      | Oficina dejada      | Duración        | Partido político           | Presidente(Presidente) |
| -------------- | -------------- | ------------------------------------------------ | ------------------- | ------------------- | --------------- | -------------------------- | ---------------------- |
| 1              |                | Atanas Semerdzhiev Атанас Семерджиев (1924-2015) | 1 de agosto de 1990 | 22 de enero de 1992 | 1 año, 174 días | Partido Socialista Búlgaro | Zheliu Zhelev          |

## Elección popular, 1992-presente
La lista es la siguiente:
| Vicepresidente | Vicepresidente | Vicepresidente                              | Legislatura         | Legislatura         | Legislatura     | Partido político              | Presidente       |
| N.º            | Retrato        | Nombre(Nacimiento–Muerte)                   | Toma del cargo      | Finalización        | Duración        | Partido político              | Presidente       |
| -------------- | -------------- | ------------------------------------------- | ------------------- | ------------------- | --------------- | ----------------------------- | ---------------- |
| 1              |                | Blaga Dimitrova Блага Димитрова (1922-2003) | 22 de enero de 1992 | 6 de julio de 1993  | 1 año, 165 días | Unión de Fuerzas Democráticas | Zheliu Zhelev    |
| 2              |                | Todor Kavaldzhiev Тодор Кавалджиев (1934-)  | 22 de enero de 1997 | 22 de enero de 2002 | 5 años, 0 días  | Unión de Fuerzas Democráticas | Petar Stoyanov   |
| 3              |                | Angel Marin Ангел Марин (1942-)             | 22 de enero de 2002 | 22 de enero de 2012 | 10 años, 0 días | Partido Socialista Búlgaro    | Georgi Parvanov  |
| 4              |                | Margarita Popova Маргарита Попова (1956-)   | 22 de enero de 2012 | 22 de enero de 2017 | 4 años, 13 días | GERB                          | Rosen Plevneliev |
| 5              |                | Iliana Yotova Илияна Йотова (1964-)         | 22 de enero de 2017 | Actualidad          | 0 años, 01 días | Partido Socialista búlgaro    | Rumen Radev      |